# Lobocleta quaesitata
Lobocleta quaesitata là một loài bướm đêm trong họ Geometridae.